# Глеб Ростиславич (князь друцкий)
Глеб Ростиславич, князь Друцкий в 1151—1158 гг. 
Предки его по восходящей линии: Ростислав Глебович, Глеб Всеславич, Всеслав Брячиславич, Брячислав Изяславич, Изяслав Владимирович, Владимир Святой. 
Когда в 1151 году полочане изгнали из Полоцка Рогволода Борисовича и отправили его в заточение в Минск, к Глебовичам, а Полоцкое княжение получил Ростислав Глебович, отец Глеба Ростиславича, то Глеб получил Друцк, родовой удельный город, принадлежавший за все это время роду Борисовичей. Глеб Ростиславич в нем княжил только до тех пор, пока Рогволод Борисович не освободился из плена. 
В 1158 году, освободившись и удалившись в Слуцк, город принадлежавший Святославу Ольговичу, — Рогволод Борисович стал оттуда налаживать связи с жителями Друцка, в котором он имел несомненно, на своей стороне большинство, так как этот город был его родовой, а Глеб Ростиславич был представителем чуждой линии. Сношения Рогволода кончились тем, что Глеб Ростиславич был прогнан и бежал к отцу. Отец, желая мстить за сына, предпринял (хотя в городе видел сильное брожение) поход на Друцк. Поскольку дручане сражались за своего законного родового князя, а противниками были полочане, среди которых было много сторонников Рогволода, победа была за дручанами. Эти события ускорили падение Ростислава. 
По изгнании Глеба Ростиславича, посаженного в Друцке отцом, а не по призванию жителей или по праву наследования, и потому уже нелюбимого, дручане тотчас разграбили его двор. Мы не имеем дальнейших сведений о жизни Глеба Ростиславича, но можно полагать, что он, вероятно, принимал участие в борьбе отца с его противником.